# Calciana
La Calciana è un territorio posto ai margini sud-orientali della provincia di Bergamo che prende il nome dal comune di Calcio un tempo sede dell'omonima pieve della diocesi di Cremona.
La Calciana Inferiore corrisponde infatti alla parte meridionale dei territori che facevano riferimento alla pieve di Calcio, appartenente alla diocesi di Cremona e alla provincia di Cremona. La Calciana era delimitata a nord dal fosso bergamasco e a sud dai possedimenti della pieve di Soncino.
La Calciana non ha dunque relazioni storiche con la Bergamasca, nonostante i vari tentativi bellici medievali della città orobica per conquistarla. Il suo distacco dal Cremonese verso il riferimento amministrativo contemporaneo risale solo al 1798 ad opera della Repubblica Cisalpina.

## Geografia fisica

### Territorio
Il territorio della Calciana è delimitato a nord dal fosso bergamasco, a est dal corso del fiume Oglio e a sud dal confine con la provincia di Cremona.
Comprende tre paesi nella sua parte inferiore: da nord Calcio, Pumenengo e Torre Pallavicina, per una superficie totale di 35 km² completamente pianeggianti (altezza compresa tra i 98 ed i 125 m s.l.m.) e con una popolazione di 8 132 abitanti.
La pieve come chiesa battesimale sorgeva in prossimità di centri molto popolosi e di importanti vie di comunicazione e vi faceva riferimento, sia per le sacre funzioni sia per l'amministrazione dei sacramenti, una vasta zona circostante, anche decine di villaggi. Di seguito sono riportati i centri che facevano riferimento alla pieve di San Vittore: alcuni di essi esistono ancora, mentre altri sono scomparsi e si mantiene il ricordo della loro esistenza nella toponomastica del territorio.
- Covo e Covello (Cascina Covello, Covo);
- San Pietro e Santa Maria di Barbata con Isso;
- San Michele e Santa Maria di Antegnate;
- San Cassiano di Fontanella;
- Marzuole (Cascina Marzuole, Fontanella);
- Zermignano (Cascina San Germignano, Fontanella);
- Valsorda (Cascina Valsorda, Fontanella);
- Fiorano (Torre di Torre Pallavicina);
- San Pietro e San Giorgio di Pumenengo;
- San Lorenzo e San Pietro di Urago d'Oglio;
- Santa Maria di Aguzzano (Roccafranca).

La suddivisione della Calciana in Superiore e Inferiore avvenne con la creazione del fosso bergamasco nel XIII secolo: i territori che si trovavano a nord dello stesso mantennero le loro autonomie, mentre i territori che si trovavano a sud del Fosso vennero acquistati da Regina della Scala nel 1366, dopo vari passaggi di proprietà.

### Comuni
I comuni attualmente facenti parte della Calciana sono i seguenti:
| Stemma | Comune di         | Popolazione (ab) | Superficie (km²) | Densità (ab/km²) | Altitudine (m s.l.m.) |
| ------ | ----------------- | ---------------- | ---------------- | ---------------- | --------------------- |
|        | Antegnate         | 3.215            | 9,73             | 330,42           | 112                   |
|        | Barbata           | 743              | 7,98             | 93,11            | 105                   |
|        | Calcio            | 5.423            | 15,67            | 346,08           | 123                   |
|        | Fontanella        | 4.554            | 17,80            | 255,84           | 105                   |
|        | Isso              | 669              | 5,06             | 132,21           | 104                   |
|        | Pumenengo         | 1.694            | 10,12            | 167,39           | 106                   |
|        | Torre Pallavicina | 1.138            | 10,62            | 107,16           | 95                    |
|        | Urago d'Oglio     | 3.939            | 10,68            | 368,82           | 131                   |

## Storia

### Medioevo
In epoca medievale la zona era soggetta alla giurisdizione della pieve di Calcio, e sovente si trovò al centro di dispute volte al controllo del territorio.
Facente riferimento al Contado di Cremona ed alla relativa diocesi, fu conteso con violenti scontri tra le due diocesi.
Il massimo livello di recrudescenza si ebbe con la battaglia di Cortenuova, nel 1237: questa vide la sconfitta della contea di Cortenuova, allora comandata dai Conti Cortenova, discendenti dalla famiglia dei Gisalbertini, e dell'esercito della Lega Lombarda, per mano dell'esercito ghibellino dell'imperatore Federico II di Svevia, alleato con la città di Bergamo.
La medesima contea (che comprendeva anche i territori della Calciana superiore) venne di fatto cancellata, rendendo obbligatoria una nuova spartizione dei territori.
Le città di Bergamo e Cremona decisero allora che la "Circa di Cortenuova" antico canale costruito dai romani per drenare le acque delle paludi e più tardi usato forse per l'irrigazione e forse anche come via navigabile che congiungeva l'Oglio con il Serio ed il "Mar Gerundo" che si era poi prosciugato per l'abbassamento del letto del fiume, e che era stato trasformato in fossato difensivo dagli zappatori dell'esercito della Lega la notte prima della battaglia (Tanto che i contadini tramandarono fino ai giorni nostri che quello che più tardi divenne noto come fosso bergamasco fu scavato in una notte da un misterioso esercito) delimitasse definitivamente i territori bergamaschi dalle terre cremonesi. La Calciana superiore entrò quindi a far parte dello stato di Bergamo, La Calciana inferiore, essendo rimasta a sud del fosso, venne così posta sotto la giurisdizione di questi ultimi e raggruppata in un'entità denominata Condominio della Calciana, istituita nel 1365 ed inserita nei domini di Beatrice Regina della Scala, moglie di Bernabò Visconti.

#### Regina della Scala e il Condominio
Dopo vari passaggi di proprietà, nel 1366 i territori della Calciana Inferiore furono acquistati dalla signora di Milano Regina della Scala che, nel tentativo di rilanciare economicamente il suo feudo, si fece concedere dal marito Bernabò delle agevolazioni fiscali e una forte autonomia dei locali: questi ultimi, infatti, potevano eleggere i loro rappresentanti senza interferenze da parte dei governanti ducali. Questi privilegi rimasero in vigore fino al 1796, nonostante già nel 1380-1382 Regina avesse deciso di vendere il suo feudo a diverse famiglie locali. Queste ultime dovevano però governare insieme, pertanto l'amministrazione della Calciana Inferiore prese il nome di Condominio. Le casate a cui vennero venduti i vari villaggi furono le seguenti:
- Urago d'Oglio e Aguzzano dai Martinengo;
- Calcio dai Secco;
- Pumenengo dai Barbò;
- Fiorano (l'attuale Torre Pallavicina) prima dai Covo e poi dai Pallavicini;
- Valsorda dai Croppelli, anch'essi sostituiti dai Pallavicini.

Urago d'Oglio e Aguzzano separeranno definitivamente la loro storia da quella della Calciana Inferiore poiché appartenenti alla Repubblica di Venezia.
Il territorio fu soggetto ad una serie di autonomie e agevolazioni, tanto da essere considerato una vera e propria zona franca, senza tasse da versare e con una propria amministrazione.
Questa zona, al pari della Gera d'Adda, fu spartiacque anche tra la Repubblica di Venezia ed il Ducato di Milano, mantenendo intatti i propri privilegi: come in tutte le zone di confine, notevole inoltre era il contrabbando praticato. Nonostante le rigide leggi lo vietassero, pena dure sanzioni, per gli abitanti stessi questa era una delle principali fonti di sostentamento.

### L'età moderna e contemporanea
La totale esenzione dalle tasse durò fino alla metà del XVIII secolo, mentre pochi decenni più tardi si verificò il passaggio della Calciana alla Repubblica Cisalpina che, nel 1798, le revocò tutti i privilegi riservati, annettendola al dipartimento facente a capo a Bergamo.
Il successivo arrivo degli austriaci, che instaurarono il Regno Lombardo-Veneto, non ripristinò le vecchie agevolazioni ma garantì un discreto sviluppo economico, che permise ai paesi di occupare un ruolo predominante in ambito economico nella pianura bergamasca.